# Karvanice
Karvanice je přírodní rezervace v Písecké pahorkatině 4,5 km severně od Hluboké nad Vltavou a asi 3,5 kilometru jižně od Purkarce. Nachází se nad západním břehem Hněvkovické nádrže v nadmořské výšce 380–450 metrů. Přírodní rezervace a její ochranné pásmo je v katastrálním území Hluboká nad Vltavou. Rezervace, která se rozkládá na ploše 14,17 ha, byla vyhlášena v roce 1996. Ochranné pásmo rezervace má rozlohu 63,77 ha. Chráněné území je v péči Krajského úřadu Jihočeského kraje.
Území přírodní rezervace Karvanice včetně jejího ochranného pásma bylo zařazeno nařízením vlády 318/2013 Sb., kterým se stanoví národní seznam evropsky významných lokalit, ve znění pozdějších předpisů, ze dne 21. srpna 2013 mezi evropsky významné lokality (EVL) a tvoří část EVL Hlubocké obory.

## Předmět ochrany
Předmětem ochrany je komplex lipových a habrových doubrav a suťového lesa s četnými druhy ptáků a hmyzu. V rezervaci se nachází i několik skal s převisy, které slouží jako horolezecký terén (27 popsaných výstupů), ovšem po napuštění Hněvkovické nádrže je část pod vodou. Strmé, k východu orientované svahy jsou rozbrázděné několika příčnými roklemi. Skalní útvary jsou modelovány říční erozí a periglaciálním zvětráváním. Horninovým podložím je biotit-muskovitická žula s turmalínem, v jižní části též biotitická a sillimanit-biotitická pararula moldanubika.
Při zřízení této rezervace v roce 2013 bylo konstatováno, že předmětem ochrany této přírodní rezervace jsou vzácné a ohrožené druhy rostlin a živočichů zejména populace: 
- druhu dvouhrotec zelený (Dicranum viride),
- kriticky ohroženého druhu kovařík fialový (Limoniscus violaceus),
- kriticky ohroženého druhu páchník hnědý (Osmoderma eremita),
- ohroženého druhu roháč obecný (Lucanus cervus),
- kriticky ohroženého druhu rýhovec pralesní (Rhysodes sulcatus),

včetně jejich biotopů.

## Přístup
Přes Karvanici vede červeně značená turistická trasa z Hluboké nad Vltavou do Purkarce.

### Zajištěná cesta (via ferrata)
Dne 22. června 2020 na severním okraji přírodní rezervace byla oficiálně otevřena první část zajištěné cesty, označené jako Ferrata Hluboká. Její část A je dlouhá 150 metrů, druhá část B má délku 400 metrů a je podstatně obtížnější. Na pravém břehu Vltavy naproti rezervaci Karvanice se nachází třetí část C Ferraty Hluboká.

## Galerie

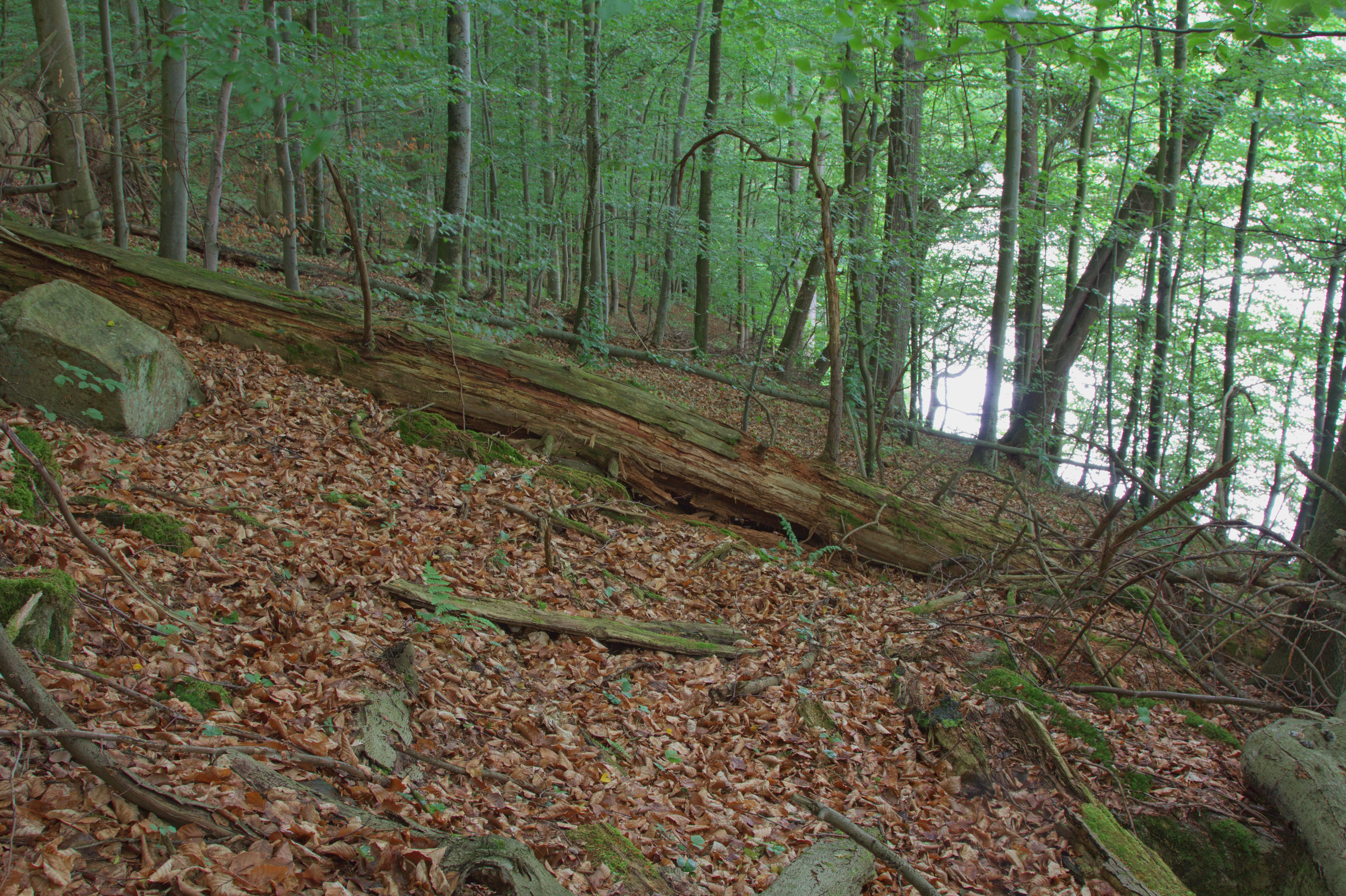
Les nad skalními srázy
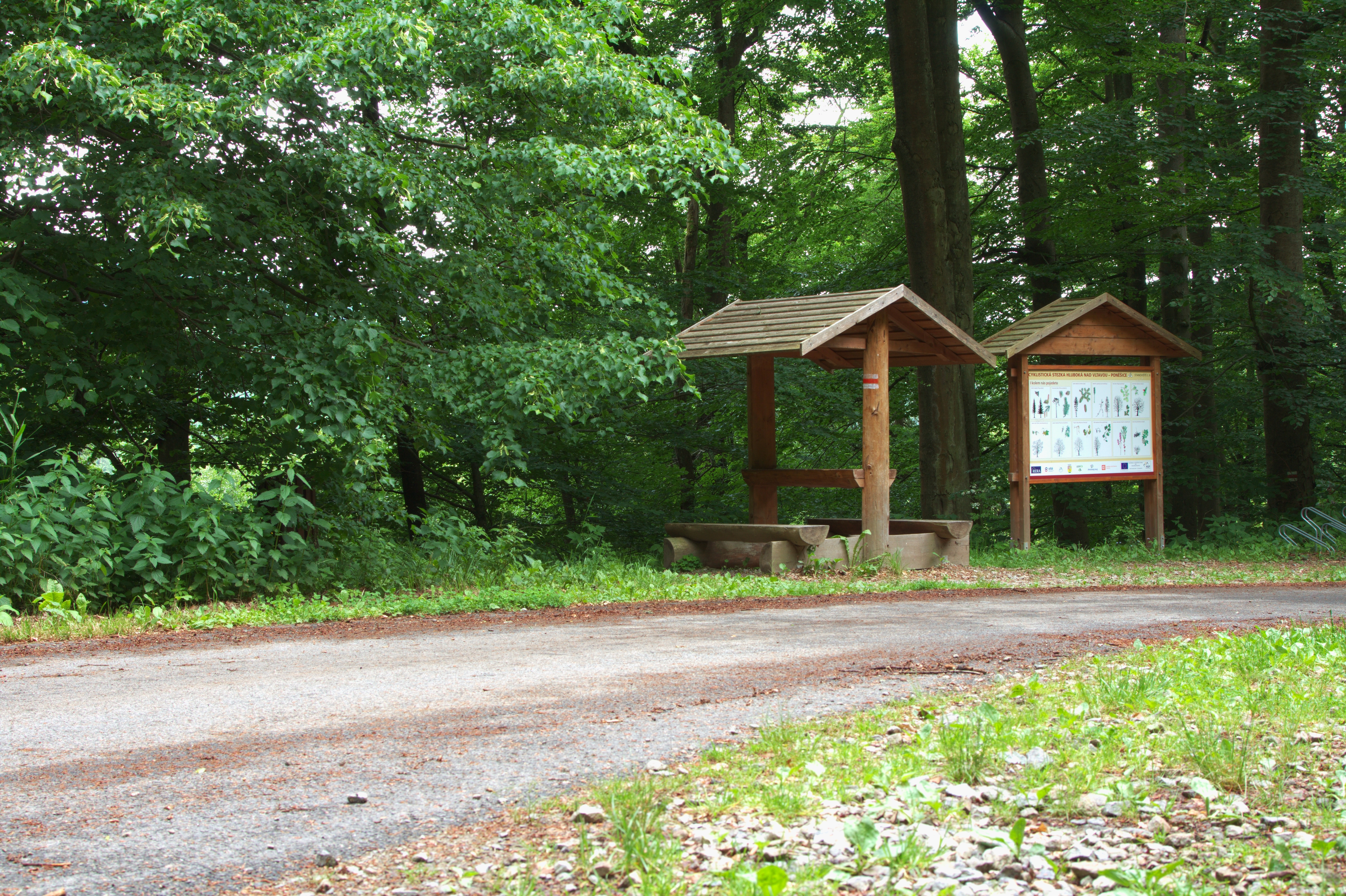
Turistický přístřešek na okraji rezervace
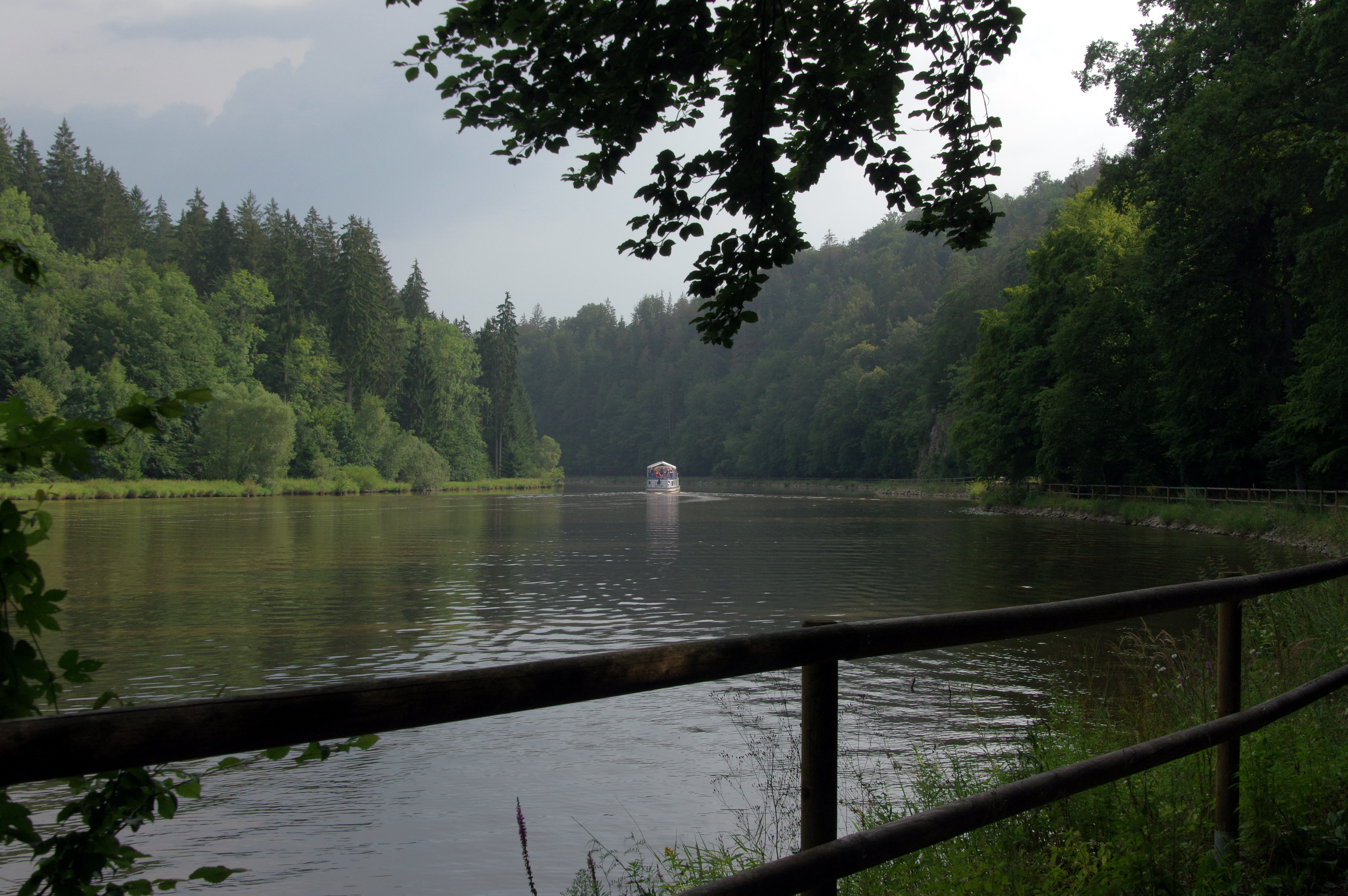
Údolí Vltavy mezi Purkarcem a Hlubokou
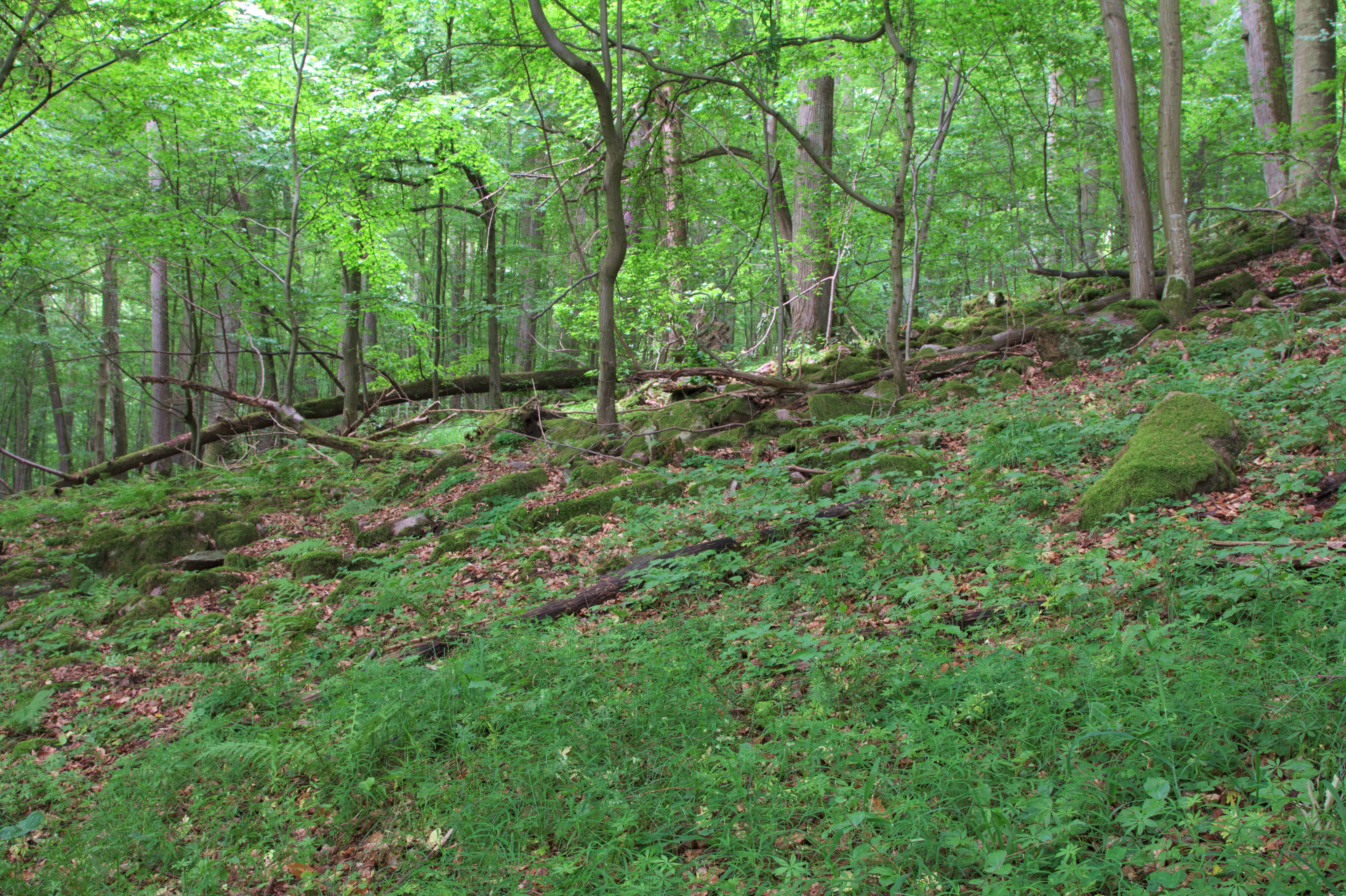
Suťový les